# Урбина-и-Урбина, Хосе де
Хосе де Урбина-и-Урбина, 3-й граф де Картаохаль (21 апреля 1761 года — 22 марта 1833 года), был испанским солдатом, генералом и интендантом во времена Французских революционных и наполеоновских войн.

## Военная карьера
В 1771 году Картаохаль был зачислен курсантом в Королевскую гвардию во время учёбы в Королевской школе математики в Барселоне. После объявления войны с Великобританией в 1779 году его гренадерская рота была направлена на осаду Гибралтара. Повышенный в звании до альфереса (примерно соответствует прапорщику) (1783 г.), второго адъютанта (1788 г.) и первого адъютанта (1791 г.), Картаохаль сражался против французских республиканцев в 1793 г., был ранен в бою и получил звание полковника (1793 г.) и капитана (1795 г.).
Между 1796 и 1801 гг. Картаохаль, теперь уже бригадный генерал, служил в совете по боеприпасам, а затем в штабе Галисийской армии и в полевой армии, собранной в Бадахосе для вторжения в Португалию. Будучи протеже премьер-министра Мануэля Годоя, Картаохаль занимал ряд политических и военных должностей, а также административные должности генерал-капитана Саламанки (1802 г.) и интенданта Мадрида (1803 г.).
Во время французского вторжения в 1808 году Картаохаль встал на сторону повстанцев и служил под командованием генерала Куэсты, который отправил его в Севилью для отчёта перед хунтами о причинах испанского разгрома в Медина-де-Риосеко. Повышенный в звании до генерал-лейтенанта после уничтожения Наполеоном испанских армий, Картаохаль принял командование восстановленной Армией Центра, но был разбит генералом Себастьяни в битве при Сьюдад-Реале и уволен за некомпетентность.
В феврале 1810 года Картаохаль перешёл на сторону французских оккупантов и получил аудиенцию у короля Жозефа Бонапарта, который назначил его военным посланником в государственный совет и комиссаром провинций Ла-Манча и Толедо. Но, видимо, сожалея о своём решении, 5 апреля граф добровольно сдался партизанам и был доставлен в Кадис, чтобы предстать перед судом за измену. Освобождённый в 1813 году, Картаохаль, тем не менее, остался под подозрением из-за своего либерализма и был назначен лишь в Армию Гранады, подальше от фронта на севере.